# Pierre Issa
Pierre Issa (Germiston, 1975. szeptember 11. –), Dél-afrikai válogatott labdarúgó.
A Dél-afrikai Köztársaság válogatott tagjaként részt vett az 1998-as és a 2002-es világbajnokságon, a 2000-es, a 2002-es és a 2006-os afrikai nemzetek kupáján.

## Pályafutása

### Klubcsapatban
A labdarúgást 1994-ben kezdte a Dunkerque csapatában. 1995 és 2001 között az Olympique Marseille csapatában játszott. 2001-ben kölcsönadták a Chelsea együttesének, de nem lépett pályára egyetlen mérkőzésen sem. A 2001–02-es szezonban a Watfordot erősítette. 2002-ben Libanonba szerződött az Olimpik Bejrúthoz, melynek tagjaként 2003-ban bajnoki címet szerzett. 2005-ben Görögországba szerződött a Jonikósz csapatához, ahol mindössze néhány hónapot töltött. Még ugyanabban az évben az ÓFI Kréta játékosa lett és ott is fejezte be a pályafutását 2009-ben.

### A válogatottban
1997 és 2006 között 47 alkalommal szerepelt a Dél-afrikai válogatottban. 1997. november 15-én egy Németország elleni barátságos mérkőzésen mutatkozott be. 
Az 1998-as világbajnokságon a Franciaország elleni csoportmérkőzésen két öngólt szerzett, bár a második találatot végül Thierry Henrynak ítélte a FIFA. Részt vett a 2002-es világbajnokságon is.

## Sikerei, díjai
Dél-Afrika
- Afrikai nemzetek kupája bronzérmes (1): 2000